# Cerralvo (Messico)
Cerralvo è un comune del Messico, situato nello stato di Nuevo León, il cui capoluogo è la località di Ciudad Cerralvo.